# Sharp MZ 2500
Sharp MZ 2500 (MZ 2500) је професионални рачунар, производ фирме Шарп (Sharp) који је почео да се израђује у Јапану током 1985. године.
Користио је Zilog Z80 B као централни микропроцесор а RAM меморија рачунара MZ 2500 је имала капацитет од 128 KB (до 256 KB).
Као оперативни систем коришћен је P-CP/M.

## Детаљни подаци
Детаљнији подаци о рачунару MZ 2500 су дати у табели испод.
|                       | |
| 2500                  | |
| Произвођач            | Шарп |
| Тип                   | професионални рачунар |
| Меморија              | 128 (до 256 KB) |
| Поријекло             | Јапан |
| Година                | 1985 |
| Тастатура             | тастатура са пуним помаком тастера са функцијским тастерима и нумеричка тастатура                                                                         |
| Процесор              | |
| Фреквенција процесора | 6 |
| RAM                   | 128 (до 256 KB) |
| ROM                   | 32 (све до 256 KB) |
| Текст                 | 40 X 25 - 20 - 12 / 80 x 25 - 20 - 12 |
| Графика               | 320 x 200 / 640 X 200 / 640 x 400 |
| Боја                  | 256 (број приказивих боја у исто вријеме се мијења зависно од величине видео меморије). Са 128 KB: 320 x 200 = 256 или 16, 640 x 200 = 16 и 640 x 400 = 4 |
| Звук                  | 3 канала (?) |
| Димензије             | непознато |
| Портови               | |
| Оперативни систем     | |